# Куп Србије у рагбију 2009.
Куп Србије у рагбију 2009. је било 3. издање Купа Србије у рагбију. 
Трофеј је освојио Победник.
| Освајач купа Србије у рагбију 2009. |
| ----------------------------------- |
| Рагби клуб Победник 2. трофеј       |